# ジャーンの書
『ジャーンの書』（ジャーンのしょ、Book of Dzyan）とは、ブラヴァツキー夫人が実在を主張する「世界最古の写本」。日本語では「ドジアンの書」「ジャンの書」「ヅヤーンの書」とも表記される。

## 概要
「ジャーン」の正確な欧文表記は Dzyān である。もともとセンザール語(Senzar)という忘れられた言語の象形暗号で書かれたといい、多くのスタンザからなる。彼女の主張によれば、「アトランティスの叡智を伝える世界最古の書物」であり、中央アジアのとある聖地に霊的熟達者たちによって太古から保存されてきたもので、彼女の所持していた写本はヤシの葉に書かれていたという。彼女の著書の一つ『シークレット・ドクトリン』（秘奥教義）は、世界の各聖典からの引用を含んでいるが、それだけでなく、この『ジャーンの書』に多くを拠っているとしている。
同時代のアメリカの学者・スピリチュアリストのウィリアム・エドワード・コールマンは、『シークレット・ドクトリン』における『ジャーンの書』の内容はさまざまな文献からの寄せ集めに過ぎないと批判した。Richard P Taylorは1999年に、ブラヴァッキーの仏教の再検討研究の結果として、『シークレット・ドクトリン』の記述は、当時の西欧の仏教に関する様々な文献・知識の引用で、オリジナルのチベット・タントラ文献に基づくものとはいえないとし、シュラーギントヴァイト（Emil Schlagintweit）の『The Buddhism of Tibet 』（チベットの仏教、1863）に最も多く依拠していると述べた。
『シークレット・ドクトリン』に記された『ジャーンの書』の内容が実際には何の資料を下敷きにしているかについてはさまざまな意見が唱えられてきた。コールマンはH・H・ウィルソン訳の『ヴィシュヌ・プラーナ』とアレクサンダー・ウィンチェルの『世界生命、あるいは現代地質学』が『シークレット・ドクトリン』の主な典拠であると論じている。H. J. Spierenburgは、1975に年に『シークレット・ドクトリン』のタネ本とされる『ジャーンの書』が、Kiu-te（rGyud-sde、ギューデ、「タントラ部」の意）というチベット仏教タントラであることを突きとめ、David ReigleとNancy Reigleの夫妻も1981年に同じ結論に達している。リーグル夫妻は、ジャーンの書は失われた『根本時輪タントラ（Mula Kalachakra Tantra）』であり、その最後の第五部に見られるサンスクリットのjnana（叡智）からきた言葉だとし、ブラヴァッキーが依拠したチベット文献はあったとした。
クトゥルフ神話にも登場している。ミスカトニック大学や「星の智慧派」教団が栄えたプロヴィデンスのフェデラル・ヒルの教会に一部ずつ所蔵されているという。ロバート・ターナーはジャーンの書が本物なら『ネクロノミコン』の原典であるかもしれない、としたが、コリン・ウィルソンは偽物であっても仮定は成り立つとしている。